# Grouvellinus pilosus
Grouvellinus pilosus là một loài bọ cánh cứng trong họ Elmidae. Loài này được Jeng & Yang miêu tả khoa học năm 1998.